# Cellular V2X
Cellular V2X (C-V2X) este un termen generic care cuprinde toate tehnologiile V2X ale 3rd Generation Partnership Project (3GPP) pentru mobilitatea conectată și mașinile cu conducere autonomă. Acesta include atât comunicațiile directe, cât și cele prin rețele celulare și este o alternativă la 802.11p, standardul specificat de IEEE pentru V2V și alte forme de comunicații V2X.
V2X celular utilizează conectivitatea celulară mobilă 4G LTE sau 5G standardizată 3GPP pentru a face schimb de mesaje între vehicule, pietoni și dispozitivele de control al traficului de pe marginea drumului, cum ar fi semafoarele. Acesta utilizează în mod obișnuit banda de frecvențe de 5,9 GHz, care este frecvența desemnată oficial pentru sistemele inteligente de transport (ITS) în majoritatea țărilor. C-V2X poate funcționa fără asistență de rețea și depășește raza de acțiune a DSRC cu aproximativ 25%.
C-V2X a fost dezvoltat în cadrul 3GPP pentru a înlocui DSRC în SUA și C-ITS în Europa.

## Istoric
În 2014, 3GPP Release 13 a inițiat studii pentru a testa aplicabilitatea standardelor actuale de atunci la V2X. Acest lucru a dus la elaborarea specificațiilor 3GPP Release 14 pentru comunicațiile C-V2X, finalizate în 2017. 3GPP Release 15 a introdus 5G pentru cazurile de utilizare V2N, iar 3GPP Release 16 include lucrări privind comunicațiile directe 5G NR pentru V2V/V2I.
În Europa, UE a anunțat în iulie 2019 că adoptă o abordare neutră din punct de vedere tehnologic a C-ITS, lăsând cale liberă pentru 4G, 5G și alte tehnologii avansate să facă parte din aplicațiile și serviciile V2X.
În Statele Unite ale Americii, Comisia Federală de Comunicații a propus la sfârșitul anului 2019 ca 20 MHz și, eventual, 30 MHz din banda de 5,9 GHz să fie alocate C-V2X. În noiembrie 2020, această propunere a fost acceptată, iar cei 30 MHz superiori (5,895-5,925 GHz) au fost alocați C-V2X.
După un început lent legat de lansarea mai lentă decât se aștepta a rețelelor celulare 5G, în prima jumătate a anului 2024 existau peste 50 de dispozitive C-V2X pe piață.

## Moduri
C-V2X are următoarele moduri:
- Device-to-network: comunicare care utilizează legături celulare convenționale pentru aplicații de la vehicul la rețea (V2N), cum ar fi serviciile cloud în soluții end-to-end
- Device-to-device: comunicare directă fără utilizarea programării de rețea pentru aplicații vehicle-to-vehicle (V2V),[9] vehicle-to-infrastructure (V2I) și de la vehicle-to-pedestrian (V2P)[9] precum protecția utilizatorilor vulnerabili ai drumurilor și taxarea[10]

Comunicarea C-V2X în modul 4 se bazează pe o schemă distribuită de alocare a resurselor, și anume programarea semipersistentă bazată pe detectare, care programează resursele radio într-o manieră autonomă în fiecare echipament de utilizator (UE).

## Limitări tehnice
Deși lansarea serviciilor 5G la nivel global promite o reducere dramatică a latenței acolo unde semnalul este puternic, precum și o creștere a securității în comparație cu rețelele anterioare, toate sistemele de comunicații bazate în întregime pe comunicații wireless, în special rețelele mai vechi și rurale, suferă de limitări inerente comunicațiilor fără fir, inclusiv:
- Canale limitate[14] Această limită va afecta în special zonele metropolitane.
- Rata de date limitate,[15]
- Comunicarea wireless este susceptibilă la influențe externe, care pot fi ostile.[16]
- În zonele metropolitane, limitele de propagare a datelor din cauza împrejurimilor, cum ar fi clădirile, tunelurile[17] și, de asemenea, efectele Doppler, care determină reducerea vitezei de propagare prin transmisiile repetitive necesare.
- Posibile abuzuri ale acestei tehnologii care conduc la supravegherea în masă.

Integrarea acoperirii rețelelor non-terestre în plus față de comunicațiile celulare și directe este o modalitate potențială de a aborda problema limitelor de acoperire și a latenței 5G. Automotive Association și Agenția Spațială Europeană au discutat despre rolul rețelelor non-terestre în conectivitatea mașinii viitorului și au ajuns la concluzia că acestea oferă multe beneficii, cum ar fi extinderea unei conectivități mai fiabile în zonele rurale la un cost relativ scăzut. Acest lucru, la rândul său, ar permite servicii digitale mai bune și aplicații de conducere autonomă.

## Perspective
5G Automotive Association (5GAA), care cuprinde companii din industriile automobilelor, tehnologiei și telecomunicațiilor, a publicat mai multe „foi de parcurs” care subliniază atât beneficiile potențiale ale tehnologiilor C-V2X, cât și provocările tehnice, de reglementare și de piață cu care se confruntă. Majoritatea implementărilor de până acum s-au concentrat pe siguranța rutieră și pe îmbunătățirea gestionării traficului, ceea ce reduce congestionarea și poluarea.
Inteligența artificială oferă o soluție potențială pentru gestionarea fluxului mare de date care va crește pe măsură ce aplicațiile de comunicații C-V2X se vor extinde pe piață. Există îndoieli în ceea ce privește inteligența artificială (IA) și luarea deciziilor de către IA.

## Teste
Tehnologia C-V2X este testată la nivel mondial, atât la nivelul companiilor și al industriei, cât și în cadrul unor proiecte pilot finanțate din fonduri publice. De exemplu, ETSI⁠(d), în parteneriat cu 5GAA și cofinanțat de Comisia Europeană și Asociația Europeană a Liberului Schimb, a organizat mai multe evenimente anuale de testare C-V2X denumite „Plugfests⁠(d)”. Acestea permit companiilor care produc unități C-V2X de bord, unități rutiere și infrastructură cu cheie publică să desfășoare sesiuni de testare a interoperabilității pentru a evalua nivelul de interoperabilitate al implementărilor lor ale tehnologiei C-V2X și pentru a valida înțelegerea standardelor.
În octombrie 2023, 5GAA a organizat mai multe demonstrații live ale potențialului tehnologiei C-V2X de a proteja șoferii, pietonii, bicicliștii și alți utilizatori vulnerabili ai drumurilor la Mcity Test Facility de la Universitatea Michigan din Ann Arbor.
În iunie 2024, Departamentul de Transport al SUA a anunțat că acordă subvenții în valoare de 60 de milioane de dolari pentru a promova tehnologiile vehiculelor conectate și interoperabile în cadrul unui program denumit „Saving Lives with Connectivity: Accelerating V2X Deployment program.” Acesta a declarat că subvențiile acordate beneficiarilor din Arizona, Texas și Utah vor servi drept modele naționale pentru accelerarea și stimularea noilor implementări ale tehnologiilor V2X.